# Paul Henreid
Paul Henreid est un acteur, producteur de cinéma et réalisateur autrichien, né le 10 janvier 1908 à Trieste (alors en Autriche-Hongrie), et mort le 29 mars 1992 à Santa Monica, en Californie.

## Biographie
Paul Henreid, de son nom complet Paul Georg Julius Hernreid Ritter Von Wassel-Waldingau, a été révélé au public par son rôle de Victor Laszlo dans Casablanca (1942). Par la suite, il a réalisé de nombreux épisodes de la série télévisée Alfred Hitchcock présente (1955).

## Filmographie

### Comme acteur
- 1933 : Morgenrot de Gustav Ucicky
- 1933 : Baroud : petit rôle
- 1934 : Hohe Schule d'Erich Engel  : Franz von Ketterer
- 1935 : Lachen am Freibad
- 1935 : Jersey Lilly
- 1935 : ...nur ein Komödiant
- 1937 : La Reine Victoria (Victoria the Great) d'Herbert Wilcox : petit rôle
- 1939 : Au revoir Mr. Chips (Goodbye, Mr. Chips) de Sam Wood : Staefel
- 1940 : Under Your Hat : petit rôle
- 1940 : An Englishman's Home : Victor Brandt
- 1940 : Train de nuit pour Munich (Night Train to Munich) de Carol Reed : Karl Marsen
- 1942 : Jeanne de Paris (Joan of Paris) de Robert Stevenson : Paul Lavallier
- 1942 : Une femme cherche son destin (Now, Voyager) d'Irving Rapper : Jerry Durrance
- 1942 : Casablanca de Michael Curtiz : Victor Laszlo
- 1944 : In Our Time de Vincent Sherman : comte Stephen Orvid
- 1944 : Between Two Worlds : Henry Bergner
- 1944 : Les Conspirateurs (The Conspirators) de Jean Negulesco : Vincent Van Der Lyn
- 1944 : Hollywood Canteen de Delmer Daves : Cameo
- 1945 : Pavillon noir (The Spanish main) de Frank Borzage : capitaine Laurent Van Horn
- 1946 : La Vie passionnée des sœurs Brontë (Devotion) de Curtis Bernhardt : révérend Arthur Nicholls
- 1946 : L'Emprise (Of Human Bondage), d'Edmund Goulding : Philip Carey
- 1946 : Jalousie (Deception) d'Irving Rapper : Karel Novak
- 1947 : Passion immortelle (Song of Love) de Clarence Brown : Robert Schumann
- 1948 : Le Balafré (Hollow Triumph) de Steve Sekely : John Muller / Dr Victor Emil Bartok
- 1949 : La Corde de sable (Rope of Sand) de William Dieterle : commandant Paul G. Vogel
- 1950 : The Schumann Story : Robert Schumann
- 1950 : So Young So Bad : Dr John H. Jason
- 1950 : Jean Lafitte, dernier des corsaires (Last of the Buccaneers) de Lew Landers : Jean Lafitte
- 1951 : Pardon My French de Bernard Vorhaus : Paul Rencourt
- 1952 : Entre hommes (For Men Only) : Dr Stephen Brice
- 1952 : La Revanche d'Ali Baba (Thief of Damascus) de Will Jason (en) : Abu Amdar
- 1952 : A Stolen Face : Dr Philip Ritter
- 1952 : Dans la vie tout s'arrange de Marcel Cravenne : Paul Rencourt
- 1953 : Mantrap de Terence Fisher : Hugo Bishop
- 1953 : Siren of Bagdad : Kazah
- 1954 : Dieses Lied bleibt bei Dir : Konrad Hegner
- 1954 : Au fond de mon cœur (Deep in My Heart) de Stanley Donen : Florenz Ziegfeld
- 1955 : Pirates of Tripoli : Edri al-Gadrian
- 1956 : Viva Las Vegas (Meet Me in Las Vegas) de Roy Rowland : manager de Maria
- 1956 : A Woman's Devotion : capitaine Enrique Monteros
- 1957 : Dix Mille Chambres à coucher (Ten Thousand Bedrooms) de Richard Thorpe : Anton
- 1959 : Holiday for Lovers : Eduardo Barroso
- 1959 : La Proie des vautours (Never So Few) de John Sturges : Nikko Regas
- 1962 : Les Quatre Cavaliers de l'Apocalypse (Four Horsemen of the Apocalypse) de Vincente Minnelli : Étienne Laurier
- 1965 : Opération Crossbow de Michael Anderson : général Ziemann
- 1969 : La Folle de Chaillot (The Madwoman of Chaillot) de Bryan Forbes : le général
- 1971 : The Failing of Raymond (TV) : Dr Abel
- 1975 : Death Among Friends (TV) : Otto Schiller
- 1977 : L'Exorciste 2 : l'Hérétique (Exorcist II: The Heretic) de John Boorman : le cardinal

### Comme réalisateur
- 1952 : Entre hommes (For Men Only)
- 1955 : Alfred Hitchcock présente (série télévisée)
- 1956 : A Woman's Devotion
- 1957 : Sugarfoot (série télévisée)
- 1957 : Maverick (série télévisée)
- 1957 : Alcoa Theatre (série télévisée)
- 1958 : Live Fast, Die Young
- 1958 : Girls on the Loose
- 1959 : The Third Man (série télévisée)
- 1959 : Johnny Ringo (série télévisée)
- 1960 : Thriller (série télévisée)
- 1962 : Sam Benedict (série télévisée)
- 1964 : La mort frappe trois fois (Dead Ringer)
- 1964 : Ballad in Blue
- 1966 : Hawk, l'oiseau de nuit (Hawk) (série télévisée)
- 1971 : L'Homme de la cité (The Man and the City) (série télévisée)

### Comme producteur
- 1948 : Le Balafré (Hollow Triumph) de Steve Sekely
- 1952 : Entre hommes (For Men Only)

## Distinctions
- Il possède 2 étoiles sur le Hollywood Walk of Fame, une au 6366 Hollywood Blvd. (cinéma) et une au 1722 Vine Street (télévision).